# Tetrabromobisfenolo
Il tetrabromobisfenolo è un ritardante di fiamma brominato. Si tratta di un composto chimico utilizzato per aumentare la resistenza termica delle plastiche esposte spesso a fonti di calore. È ritenuto altamente inquinante per l'ambiente, ed è usato soprattutto nella produzione delle plastiche dei telai di computer portatili e player MP3/CD.
Il nome viene abbreviato anche in TBBPA ( o TBBP-A o TBBA ).
Si può considerare un derivato bromurato del Bisfenolo A.